# Sam Costa
Samuel Gabriel „Sam“ Costa (* 17. Juni 1910 in Stoke Newington, London; † 23. September 1981 in Northwood, London) war ein britischer Sänger und Pianist in Tanzbands und Radiomoderator.
Costa begann als Pianist in der Tanzband von Bert Firman und war in den 1930er-Jahren ein beliebter Sänger in Tanzbands wie der von Lew Stone und Maurice Winnick. Er hatte auch eigene Bands. 1939 wechselte er als Moderator und in Sprechrollen zur BBC, zuerst in der Komödienserie It's That Man Again (ITMA) mit Tommy Handley, die bis 1949 lief. Außerdem trat er in der BBC-Radio-Komödienserie Much binding in the Marsh auf, die 1944 bis 1954 lief (davon 1950/51 bei Radio Luxemburg) und ein ländliches RAF-Flugfeld zum Gegenstand hatte, später verwandelt in einen Country Club und noch später in eine Zeitungsredaktion verlegt. Er hatte noch andere regelmäßige Sendungen, wie ein Wunschkonzert-Programm (Housewives Choice). 1967 wechselte er zu BBC 2, wo er bis Ende der 1970er-Jahre moderierte. 